# Kochaś (album)
Kochaś – drugi album zespołu Toples wydany w maju 2000 roku w firmie fonograficznej Green Star. Płyta zawiera 15 piosenek, w tym nowa wersja piosenki „Nie mów, że”, wersja rap piosenki „Ciało do ciała” oraz „Toples hot mix”. Z tej płyty nagrano 4 teledyski: „Jedna noc to za mało”, „Czy warto było kochać?”, „Kochaś” i „Młodość przeminie”. 

## Lista utworów
| Nr  | Tytuł utworu                                                                                         | Długość |
| --- | --- | ------- |
| 1.  | „Jedna noc to za mało – vers. 2000” (muzyka i słowa: Marcin Siegieńczuk)                             | 3:43    |
| 2.  | „Nie z tobą” (muzyka i słowa: Marcin Siegieńczuk)                                                    | 4:15    |
| 3.  | „Tak jak ja” (muzyka i słowa: Marcin Siegieńczuk)                                                    | 3:48    |
| 4.  | „Czy warto było kochać?” (muzyka i słowa: Marcin Siegieńczuk)                                        | 3:47    |
| 5.  | „Nie chce mieć” (muzyka i słowa: Marcin Siegieńczuk)                                                 | 4:23    |
| 6.  | „Gorzkie łzy” (muzyka i słowa: Marcin Siegieńczuk)                                                   | 4:46    |
| 7.  | „Kochaś” (muzyka i słowa: Marcin Siegieńczuk)                                                        | 3:46    |
| 8.  | „Młodość przeminie” (muzyka i słowa: Marcin Siegieńczuk)                                             | 3:29    |
| 9.  | „Dni bez ciebie” (muzyka i słowa: Marcin Siegieńczuk)                                                | 3:31    |
| 10. | „Nie mów, że (vers 2000)” (muzyka i słowa: Marcin Siegieńczuk)                                       | 3:38    |
| 11. | „Inny świat” (muzyka i słowa: Marcin Siegieńczuk)                                                    | 3:14    |
| 12. | „Na raz i na dwa” (muzyka i słowa: Marcin Siegieńczuk)                                               | 3:29    |
| 13. | „Przeciwieństwa” (muzyka i słowa: Marcin Siegieńczuk)                                                | 4:14    |
| 14. | „Ciało do ciała (vers 2000 rap)” (muzyka i słowa: Marcin Siegieńczuk; Bonus Track (tylko wersja CD)) | 4:27    |
| 15. | „Toples hit mix” (muzyka i słowa: Marcin Siegieńczuk; Bonus Track (tylko wersja CD))                 | 8:40    |
|     | | 1:03:10 |

## Skład zespołu
- Marcin Siegieńczuk
- Mariusz Gałczyk
- Wojciech Blaszko
- Bernard Mikulski

aranżacja utworów
- Tomasz Sidoruk – utwory: 1, 3, 4, 7, 8, 10, 12, 14, 15
- Robert Szoda – utwory: 2, 5, 9, 11, 13
- Marek Zrajkowski i Ernest Sienkiewicz – utwór 6